# Воинское кладбище № 387 (Краков)
 Памятник культуры Малопольского воеводства: регистрационный номер А-1101 от  24 марта 1999 года.
Воинское кладбище № 387 - Краков (пол. Cmentarz wojenny nr 387 - Kraków) — воинское кладбище, расположенное на территории Нового еврейского кладбища в Кракове, Польша. Кладбище входит в группу Западногалицийских воинских захоронений времён Первой мировой войны. Кладбище внесено в реестр охраняемых исторических памятников Малопольского воеводства.

## История
Кладбище было основано в 1914 году на территории нового еврейского кладбища краковской еврейской общиной для погибших во время Первой мировой войны военнослужащих еврейского происхождения австро-венгерской армии. В 1915 году оно перешло на содержание «Департамента воинских захоронений К. и К. военной комендатуры в Кракове» Отдела воинских захоронений Военного министерства Австро-Венгрии. На кладбище были оборудованы могилы для будущих запланированных захоронений.
За время открытия кладбища на нём было похоронено 148 военнослужащих австро-венгерской армии и три военнослужащих российской армии.
В настоящее время на кладбище находятся 26 надгробий в хорошем состоянии, в том числе и три надгробия военнослужащих российской армии.
24 марта 1999 года кладбище было внесено в реестр охраняемых памятников культуры Малопольского воеводства.

## Источник
- Oktawian Duda, Cmentarze I Wojny Światowej w Galicji zachodniej, Warszawa 1995.
- R. Frodyma, Galicyjskie Cmentarze wojenne. Tom III. Brzesko — Bochnia — Limanowa, Pruszków 1998.